# Adorazione dei Magi (Domenico Veneziano)
L'Adorazione dei Magi è un dipinto a tempera su tavola (diametro 84 cm) di Domenico Veneziano, databile al 1439-1441 e conservato nella Gemäldegalerie di Berlino.

## Storia
Il dipinto, che non è un desco da parto né un vassoio dipinto, è uno dei primi tondi pervenutici in quanto opere d'arte, prive di uno specifico uso, assieme al Tondo Cook di Beato Angelico e Filippo Lippi. Venne commissionato da Piero de' Medici nel 1438, anno in cui Domenico Veneziano aveva inviato a lui una lettera da Perugia, chiedendogli di poter lavorare a Firenze e mettendosi al suo servizio. L'opera venne completata nel 1441.
Soddisfatto probabilmente dell'opera, Piero offrì subito dopo a Domenico Veneziano un incarico nella perduta decorazione ad affresco della chiesa di Sant'Egidio a Firenze, dove lavorò con Andrea del Castagno, Alesso Baldovinetti e il giovane Piero della Francesca, il quale rimase profondamente influenzato dallo stile luminoso di Domenico.

## Descrizione
Il corteo dei Magi si dispone in maniera tradizionale, procedendo orizzontalmente verso la capanna che si trova all'estremità destra. Il primo dei Re Magi, quello più anziano, si distende e bacia un piede del Bambino, mentre un servitore gli tiene la corona. Gli altri due, con la corona ancora in testa, stanno in piedi dietro di lui e guardano la scena. Il dono del re inginocchiato è nelle mani di san Giuseppe, che si trova dietro la Vergine assisa. Sotto la capanna si trovano il bue e l'asinello, mentre dietro si intravedono due cammelli del corteo dei Magi, uno con un servitore nero in groppa.
Nel corteo si trovano vari personaggi riccamente abbigliati e con cappelli e vestiti dalla foggia esotica. Tra di loro alcuni portano i simboli dell'aristocrazia e dei passatempi per nobili, come il falcone e i cani levrieri da caccia. In primo piano si trova un praticello dove stanno alcuni uccelli, gli stessi che si vedono in volo in alto, e una serie di specie vegetali ritratte con grande cura al dettaglio, secondo un gusto derivato dalla cultura tardogotica.
Il paesaggio sullo sfondo si apre con un'ampia vista di una vallata affiancata da montagne a destra e colline a sinistra. Al centro si trova una città fortificata, tra campi coltivati, prati dove pascolano le pecore e un lembo di uno specchio d'acqua dove si intravedono alcune barchette. Lungo la strada che esce dalla città si intravede anche il dettaglio all'epoca familiare di una forca con un impiccato. Al centro un albero bilancia verticalmente la composizione e fa da asse di simmetria, leggermente sfalsato per incontrare il gusto della "Varietas" albertiana allora dominante. Sulla sommità del tetto della capanna si trova un pavone appollaiato, simbolo dell'immortalità di Cristo.

## Stile
L'opera si ispira, per eleganza, sontuosità e tono fiabesco della rappresentazione, alle opere tardogotico, in particolare a Gentile da Fabriano e Pisanello, ma vi si trovano perfettamente fusi elementi nuovi del Rinascimento, come la padronanza spaziale e dei volumi, la fisicità reale dei personaggi, l'uso unificato della luce, che coinvolge nella medesima visione sia i dettagli più minuti in primo piano che il paesaggio più lontano. Le colline più lontane sono chiarissime per effetto della foschia, e rivelano un'assimilazione precoce delle novità della pittura fiamminga, che in quel periodo erano già oggetto di collezionismo a Firenze.
Scrisse Roberto Longhi a proposito dell'opera: «Pari ai fiamminghi nella verità lenticolare delle "province", pari a Masaccio nella presa di possesso dello spazio, pari all'Angelico nei colori "amichevoli", è una delle opere più esemplari della formazione del maestro».
La limpida struttura è rivestita da tutte le accattivanti qualità che Alberti richiedeva dalla pittura: varietà, "amistà", piacevolezza.